# Edwardsia arctica
Espèce
Edwardsia arctica est une espèce de la famille des Edwardsiidae.

## Systématique
Le nom valide complet (avec auteur) de ce taxon est Edwardsia arctica Carlgren, 1921.
Edwardsia arctica a pour synonymes :
- Edwardsioides arctica Carlgren, 1931
- Edwarsia arctica

## Publication originale
- Carlgren, O. (1921). Actiniaria I. Danish Ingolf-Expedition. 5(9):1-241, figs. 1-210, pls. 1-4. lire